# La Triple Nelson
La Triple Nelson es un grupo de rock uruguayo formado en enero de 1998. Está integrado actualmente por Christian Cary (guitarra y voz), Fernando "Paco" Pintos (bajo y coros), Rafael Ugo (batería) y Manuel Contrera (teclados).

## Historia
La primera integración de la banda estaba compuesta por Christian Cary (voz y guitarra), "Paco" Pintos (bajo) y Ruben Ottonello (batería). Su primera actuación se dio en Punta del Este, en un bar llamado Pueblo Narakan, el 8 de enero de 1998. Durante la temporada de verano se dedicaron a tocar en boliches de esa ciudad versiones de canciones de rock y blues. Continuaron luego en esa línea tocando en la ciudad de Montevideo.
En el año 2000 ganaron el concurso "Probandas 2000", organizado por el Canal 10, con una de sus primeras composiciones propias: el tema "Billete".
En 2001, la banda graba su primer disco "Buceo", grabado con pocas horas de trabajo en estudio en Maldonado y editado de forma independiente.
En 2002 hacen sus primeros recitales en el exterior, al realizar una gira por Perú. A lo largo de ese año además de presentarse asiduamente en vivo, se concentraron en la composición de parte del material que más tarde integraría su segundo CD.
A principios de 2003, Rubén Otonello abandonó la banda e ingresó Marcelo “Mape” Bossio a tocar la batería. Con esta nueva integración viajaron a Brasil a realizar una gira de 15 días presentándose en 19 shows. 
En 2004 se lanzó el segundo disco de la banda, "Seguir mejor", grabado en los Estudios Ion de Buenos Aires, Argentina, editado por el sello argentino Barca. El disco contó con el apoyo del Fondo Nacional de la Música (FONAM) y fue distribuido en Uruguay por Bizarro Records. El corte de difusión fue "Sin tu ángel" y el videoclip de este tema fue filmado en julio de 2004, con la dirección de Santiago Paiz. Fue presentado en agosto del mismo año en la Sala Zitarrosa y obtuvo una gran aprobación tanto del público como de la prensa. A partir de la publicación de este disco comenzaron a presentarse en Buenos Aires. El disco fue nominado en 2005 en los Premios Graffiti como mejor álbum.
El año 2005 fue muy importante para la banda desde el punto de vista de popularidad. Ganó el premio Graffiti del público como mejor artista. Además, realizaron recitales en escenarios más importantes, tanto de forma individual, como invitada de bandas internacionales (Divididos, Memphis la Blusera) o en recitales masivos (Pilsen Rock, Fiesta X).
En 2006 editaron su tercer disco, por Bizarro Records, titulado "Tres". El álbum fue presentado en el Cine Plaza.
En 2008 se editó su primer álbum en vivo, "Un montón de vivos", grabado un año antes en la sala de Movie Center Montevideo. El álbum recibió dos premios Graffiti en 2009, como mejor álbum en vivo y mejor álbum de blues.
En octubre de 2008 Marcelo “Mape” Bossio se retira de la banda e ingresa en su lugar Guillermo Vila. A finales de diciembre del año 2009,  anuncian su retirada e ingresa su hoy baterista Rafael Ugo. 
En 2010 publicaron un nuevo disco, "Caos natural", ganador del premio Graffiti 2011 a mejor álbum de rock. Con este álbum volvieron a tener difusión en Argentina, realizando en 2011 una serie de recitales en ese país.
A fines de 2010 presentaron en el Teatro de Verano de Montevideo un show con la Orquesta Filarmónica de Montevideo. Este show se repitió en varias ocasiones, una de ellas en febrero de 2011 en el Teatro Solis, cuando se grabó el disco (editado en formato CD y DVD) "Ciento 3". Este álbum ganó los premios Graffiti 2012 a mejor DVD musical y mejor álbum musical, además de haber sido nominado a álbum del año.
En 2012 editaron su quinto álbum de estudio, "Agua y sal", ganador del premio Graffiti 2013 a mejor álbum de rock.
A partir de 2013, el trío comienza a presentarse en vivo como cuarteto con la incorporación de Ignacio Labrada en teclados, quien luego fuera sustituido por Manuel Contrera. 
En 2014 grabaron su tercer disco en vivo, en el marco del ciclo "Autores en Vivo", de AGADU. El álbum se tituló "Electro acústica mente". El álbum fue nominado en 2015 a los premios Graffiti como mejor DVD musical y mejor álbum en vivo.
En 2015 publicaron un nuevo álbum de estudio, llamado "La sed". Ganó en 2016 el premio Graffiti a mejor álbum de rock y blues, además, la banda fue reconocida ese año con mejor banda.
En septiembre de 2018, festejando sus 20 años, realizaron una actuación en el Teatro Solís. Este show fue grabado, dando lugar a un álbum doble, publicado en 2018 bajo el título "20 años", que obtuvo el Premio Graffiti a "mejor álbum en vivo" en 2019. Para festejar sus 20 años, hicieron una serie de tres recitales en ese mismo escenario en mayo de 2018, contando con la presencia del mítico Ruben Melogno.
Continuando con su crecimiento en Argentina, participaron en 2016 del Cosquín Rock y realizaron en 2018 un show en La Trastienda.
A fines de 2019, grabaron en el estudio Vivace lo que sería el álbum “Mi Bien”, el cual vería la luz a finales del 2020. Participaron como invitados Sebastián Teysera y Agarrate Catalina. La mezcla fue financiada a través del mecanismo de crowfonding. Es el primer álbum en el que Manuel Contrera (piano y teclados) ya no es presentado como invitado sino como integrante del grupo. El disco obtuvo los Premios Graffiti de 2021 a "mejor álbum de rock y blues" y "álbum del año". Además, el grupo obtuvo el reconocimiento a "banda del año".
En julio de 2022, bajo la producción de Alejandro Vázquez , grabaron en Buenos Aires un álbum con 12 canciones que surgieron entre los años 2019 y 2022, el cual lleva el nombre de “Después del último día”. El disco cuenta con la participación como invitados de Ricardo Mollo, Ciro Martínez y Sergio Dawi, entre otros. Fue lanzado el 15 de diciembre de 2022.
También en 2022, el 27 de octubre, hicieron el festejo llamado “Ciento 3. Una gala de rock. 10 años", donde la banda volvió a juntarse con La Orquesta Filarmónica de Montevideo, esta vez en el Antel Arena.

## Sonido característico
El sonido característico del "cuatrío" es el resultado de una mezcla de una guitarra eléctrica Fender Stratocaster que se intercala con una Gibson Les Paul (cursadas ambas por varios efectos y con un frecuente uso de wahwah), un bajo muy marcado, una batería muy potente, y una voz roquera  y potente muy acorde a la fuerza que los instrumentos marcan. Ninguno de estos elementos pierde protagonismo en los shows. Un punto muy a favor que tiene La Triple Nelson es que en sus actuaciones logra una alta calidad sonora, detalle que denota un gran profesionalismo por parte de los músicos.[cita requerida]

## Discografía
- Buceo (independiente, 2001)
- Seguir mejor (Barca discos, 2004)
- Tres (Koala Records, 2006)
- Un montón de vivos (Montevideo Music Group, 2008)
- Caos natural (Montevideo Music Group, 2010)
- Ciento 3 (CD y DVD, Montevideo Music Group, 2011)
- Agua y Sal (Montevideo Music Group, 2012)
- Electro Acústica Mente (CD y DVD, Montevideo Music Group, 2014)
- La Sed (Montevideo Music Group, 2015)
- 20 años (Montevideo Music Group, 2018)
- Mi Bien (2020)
- Después del último día (Pirca Records(2022)